# Sweltsa voshelli
Sweltsa voshelli är en bäcksländeart som beskrevs av Boris C. Kondratieff och Kirchner 1991. Sweltsa voshelli ingår i släktet Sweltsa och familjen blekbäcksländor. Inga underarter finns listade i Catalogue of Life.